# Waldo de los Ríos
Waldo de los Ríos (7 de setembre de 1934, Buenos Aires, Argentina – 28 de març de 1977, Madrid) va ser el pseudònim d'Osvaldo Nicolás Ferraro, pianista, compositor, arreglista i director d'orquestra argentí.

## Biografia
Ferraro va néixer en el si d'una família musical: el seu pare —de cognom Ferraro— era músic, i la seva mare —Martha de los Ríos— era cantant folklòrica. Va estudiar composició i arranjaments en el Conservatori Nacional de la Música amb Alberto Ginastera i Teodoro Fuchs. Va treballar amb una gamma eclèctica i va formar un grup musical anomenat Los Waldos (format per ell, César Gentili, Alberto Carbia, Willy Rubio i Roberto Stella) que va unir la música folklòrica amb sons electrònics. En 1958 (als 23 anys) es va traslladar als Estats Units i en 1962 a Espanya.
Va realitzar una banda sonora per a la pel·lícula Pampa salvaje (1967), per la qual va rebre un premi de l'Associació Argentina Cinematogràfica.
És recordat pel seu recurs de transformar obres molt conegudes de música clàssica en música pop.
En 1970 De los Ríos ja havia arribat pel cap alt alt en les llistes d'èxits d'Europa i Amèrica amb l'«Oda a l'alegria» de la Novena simfonia de Ludwig van Beethoven, que ell va arreglar i va dirigir per al cantant Miguel Ríos.
En 1971 va realitzar l'arranjament de la Simfonia n. 40 de Mozart, gravat amb l'orquestra Manuel de Falla, aconseguint el número 1 en la llista d'èxits dels Països Baixos i entrant entre els 10 primers en altres països europeus.
El seu disc Mozart en los años setenta va recompondre diverses peces famoses de Mozart a un estil contemporani, amb un gran pes de la bateria. Diverses d'aquestes peces van ser usades com a melodies dels programes de la BBC d'aquella època, incloent el tema de l'espectacle Horse of the Year.
També va publicar l'àlbum Sinfonías para los años setenta que inclou la Simfonia núm. 40 de Mozart i altres compositors principals inclosa la Simfonia del Nou Món, de Dvořák.
En 1971, va realitzar els arranjaments i va dirigir l'orquestra en la cançó espanyola pel Festival de la Cançó d'Eurovisió, En un mundo nuevo cantada per Karina. La cançó va aconseguir una segona respectable posició i va entrar en les llistes d'èxits a diversos països europeus. En 1974 el seu enregistrament de Nabucco va arribar a ser número 1 en les llistes franceses i va aconseguir a entrar en diverses llistes d'Europa.
Va estar casat amb l'actriu i més tard periodista Isabel Pisano —nascuda en 1944 a Montevideo (Uruguai). Isabel Pisano va documentar més tard aquesta part de la seva vida en la seva autobiografia El amado fantasma (Plaza y Janés, 2002).
Quan es trobava en la cúspide de la fama, va ser víctima d'una depressió aguda quan treballava en una obra sobre Don Juan Tenorio, i es va suïcidar en Madrid el 28 de març de 1977, quan tenia 43 anys.

## Discografia
Abans d'arribar a Espanya, havia fet nombrosos enregistraments de folklore a Argentina, moltes d'aquestes amb la seva mare Martha de los Ríos, que van ser editats per la discogràfica Columbia a Mèxic i als Estats Units. A Argentina, en 1961 sota el pseudònim de Frank Ferrar o "Frankie i su conjunto" va acompanyar al cantant Tony Vilar. Després d'arribar a Espanya els seus discos van ser registrats sota l'etiqueta d'Hispavox. Els seus primers enregistraments van ser fetes amb el seu grup Los Waldos.
Durant finals dels anys seixanta i començament dels anys setanta va fer diversos arranjaments per a artistes famosos com Raphael, de qui Waldo era director artístic, i per a qui realitzà nombroses orquestracions, les primeres d'elles sota el pseudònim Frank Ferrar, per a Jeanette ja escindida del seu grup original Pic-Nic, Karina, Tony Landa, María Ostiz, Los Payos, Los Pekenikes, Miguel Ríos (a qui llançà a l'estrellat mundial amb el seu discutit però mundialment aclamat arranjament de l'Himne a l'Alegria de Beethoven), Paloma San Basilio, Mari Trini, així com per als seus compatriotes argentins Tony Vilar, Facundo Cabral i Alberto Cortez. A més Waldo de los Ríos va compondre per a Bebu Silvetti El Tiempo Pasa que fou usat en el seu LongPlay Lluvia de Primavera de 1977.

### A Argentina
- ¿Bailamos folklore?
- ¿Seguimos bailando folklore?
- Waldo de los Ríos en al-fi
- Suite sudamericana
- Kiss of fire
- Martha y Waldo de los Ríos: La última palabra
- Concierto de las catorce provincias

### A Espanya
- Los Waldos, 1965 (amb Los Waldos)
- Waldo de los Ríos en Europa, 1965 (amb Los Waldos)
- España electrodinámica vol. 1, 1966
- Folklore dinámico, 1966 (amb Los Waldos)
- España en tercera dimensión, 1967
- Waldo en la TVE, 1968
- El sonido mágico vol. 1, 1969
- El sonido mágico vol. 2, 1970
- Sinfonías, 1970
- Mozartmanía, 1971
- Óperas, 1973
- Navidad con Waldo de los Ríos, 1973
- Sinfonías 2, 1974
- Oberturas, 1974
- Concierto para la guitarra criolla, 1974
- Conciertos, 1976
- Corales, 1977 (obra pòstuma)

## Treballs per al cinema
Música
- Los dioses ajenos (1958) dirigida per Román Viñoly Barreto.
- El negoción (1959)
- Shunko (1960)
- Alias Gardelito (1961)
- Una americana en Buenos Aires (1961) dirigida per George Cahan
- Argentina tierra pródiga (1963) dirigida per Edgardo Togni. Film documental.
- Dos chicas locas, 1966, dirigida per Pedro Lazaga i protagonitzada per Pilar y Emilia Bayona. La partitura amb els temes Miedo i Los Años 20 està editada a: Madrid, Ediciones Musicales RCA, 1965.
- Pampa salvaje (Savage Pampas, en anglès), 1966, dirigida per Hugo Fregonese.
- La residencia (The Boarding School), 1969, dirigida per Narciso Ibáñez Serrador i protagonitzada per Lilli Palmer.
- Murders in the Rue Morgue, 1971, amb Christine Kaufmann y Lilli Palmer.
- A Town Called Hell, 1971, amb Telly Savalas.
- Bad Man's River, 1972, amb James Mason i Gina Lollobrigida.
- Boquitas pintadas, 1974, dirigida per Leopoldo Torre Nilsson.
- ¿Quien puede matar a un niño?, 1976, dirigida per Narciso Ibáñez Serrador. Banda sonora editada al segell Subterfuge Records en 2002.

Intèrpret
- El canto cuenta su historia (1976)

Direcció musical
- Argentina tierra pródiga (1963)